# クモガニ科
クモガニ科（クモガニか、Inachidae）はカニの科の一つ。
旧分類のクモガニ科は、クモガニ科とイッカククモガニ科(Inachoididae)、ケアシガニ科(Majidae)、ケセンガニ科(Oregoniidae)に分割された。